# DGB Daegu Bank Park
O DGB Daegu Bank Park (Korean: DGB대구은행파크), também conhecido como Forest Arena (Korean: 포레스트아레나) para a Confederação Asiática de Futebol em partidas internacionais, é um estádio de futebol localizado na cidade Metropolitana de Daegu, na Coreia do Sul, e tem como proprietário o clube Daegu FC que atualmente participa da Primeira Divisão Coreana. O estádio serviu como sucessor do Estádio de Daegu para o Daegu FC , tendo sido inaugurado em Março de 2019 e com uma capacidade máxima de 12,415 trocadores..